# Wise Group
Wise Group AB is het grootste Human Resource bedrijf in Zweden. Het heeft 59 werknemers en een omzet van 54,1 miljoen kr. Wise is het enige bedrijf dat alle diensten van Human Resource biedt aan de Zweedse markt. Het bedrijf is gevestigd Stockholm en heeft ook een vestiging in Malmö, Skåne län.